# Ozero Lukovo (sjö i Belarus)
Ozero Lukovo (ryska: Озеро Луково) är en sjö i Belarus.   Den ligger i voblasten Minsks voblast, i den centrala delen av landet, 70 km öster om huvudstaden Minsk. Ozero Lukovo ligger 165 meter över havet. Arean är 0,10 kvadratkilometer.
Omgivningarna runt Ozero Lukovo är en mosaik av jordbruksmark och naturlig växtlighet. Runt Ozero Lukovo är det ganska glesbefolkat, med 24 invånare per kvadratkilometer.